# One Day at a Time (Joan Baez)
One Day at a Time è un album di Joan Baez, pubblicato dalla Vanguard Records nel gennaio del 1970. Si tratta del primo album dove compaiono canzoni composte interamente da Joan Baez, per l'esattezza Sweet Sir Galahad e A Song For David. Nei suoi tredici album precedenti Joan Baez aveva incluso quasi esclusivamente brani traditional o di altri autori, con l'eccezione di due canzoni, North e Saigon Bride nell'album Joan del 1967, di cui aveva scritto però solo il testo, lasciando la composizione della musica a Nina Dusheck. 

## Tracce
Lato A
1. Sweet Sir Galahad – 3:37 (Joan Baez)
2. No Expectations – 3:48 (Mick Jagger, Keith Richards)
3. Long Black Veil – 3:20 (Danny Dill, Marijohn Wilkin)
4. Ghetto – 3:32 (Bonnie Bramlett, Homer Banks, Bettye Crutcher)
5. Carry It On – 2:17 (Gil Turner)

Durata totale: 16:34
Lato B
1. Take Me Back to the Sweet Sunny South – 3:42 (Tradizionale) – con Jeffrey Shurtleff
2. Seven Bridges Road – 3:36 (Steve Young) – con Jeffrey Shurtleff
3. Jolie Blonde – 1:57 (Tradizionale)
4. Joe Hill – 3:30 (Earl Robinson, Alfred Hayes)
5. A Song for David – 4:52 (Joan Baez)
6. I Live One Day at a Time – 3:27 (Willie Nelson) – con Jeffrey Shurtleff

Durata totale: 21:04
Edizione CD del 2005, pubblicato dalla Vanguard Records (VMD 79748)
1. Sweet Sir Galahad – 3:39 (Joan Baez)
2. No Expectations – 3:46 (Mick Jagger, Keith Richards)
3. Long Black Veil – 3:20 (Danny Dill, Marijohn Wilkin)
4. Ghetto – 4:30 (Bonnie Bramlett, Homer Banks, Bettye Crutcher)
5. Carry It On – 2:18 (Gil Turner)
6. Take Me Back to the Sweet Sunny South – 2:43 (Tradizionale, arrangiamento e adattamento di Joan Baez) – con Jeffrey Shurtleff
7. Seven Bridges Road – 3:38 (Steve Young) – con Jeffrey Shurtleff
8. Jolie Blond – 1:57 (Tradizionale, arrangiamento e adattamento di Joan Baez)
9. Joe Hill – 3:22 (Earl Robinson, Alfred Hayes)
10. A Song for David – 4:54 (Joan Baez)
11. I Live One Day at a Time – 3:29 (Willie Nelson) – con Jeffrey Shurtleff
12. Sing Me Back Home – 3:57 (Merle Haggard) – Bonus Track - con Jeffrey Shurtleff
13. Mama Tried – 3:08 (Merle Haggard) – Bonus Track - con Jeffrey Shurtleff

Durata totale: 44:41
- Brani bonus: #12 e #13, registrati nel 1969.

## Musicisti
- Joan Baez - voce, chitarra
- Jeffrey Shurtleff - ospite (brani: Take Me Back to the Sweet Sunny South, Seven Bridges Road, Sing Me Back Home e Mama Tried)
- Grady Martin - chitarra elettrica, sitar, dobro
- Hal Rugg - chitarra steel, dobro (brani: Sweet Sir Galahad e No Expectations)
- Pete Drake - chitarra steel
- Jerry Reed - chitarra fingerpicking, chitarra ritmica
- Harold Bradley - chitarra basso
- Pete Wade - chitarra high ritmica
- Tommy Jackson - fiddle, viola
- Buddy Spicher - fiddle, viola
- Junior Huskey - contrabbasso
- Norbert Putnam - basso elettrico
- Hargus Robbins - pianoforte
- Ken Buttrey - batteria
- Charlie McCoy - organo, armonica, vibrafono
- David Briggs - pianoforte, harpsichord
- Jerry Shook - chitarra ritmica
- Henry Strezlecki - basso (brano: I Live One Day at a Time)
- Rick Festinger - chitarra elettrica (brano: Take Me Back to the Sweet Sunny South)

Note aggiuntive
- Maynard Solomon - produttore
- Jack Lothrop - produttore associato
- Mark Spector - produttore riedizione CD
- Registrazione effettuata al Bradley's Barn di Mt. Juliet, Tennessee, Stati Uniti nel 1969
- Jeff Bradley - ingegnere della registrazione[1]